# Joymax
Joymax is een Zuid-Koreaans bedrijf dat MMORPG-spellen maakt.
Het bedrijf is opgericht in 1997 en heeft al vele Koreaanse en internationale prijzen gewonnen. Joymax heeft ook vestigingen in Duitsland en de Verenigde Staten, waar wordt gewerkt aan de internationale versies van de games.

## Spellen
De spellen zijn gratis te spelen, Joymax heeft ook geen reclame op hun site. Alle inkomsten zijn afkomstig van mensen die 'extraatjes' in een van de spellen kopen.
| Spel            | Beschrijving       |
| --------------- | ------------------ |
| Silkroad Online | Fantasy MMORPG     |
| Darkeden        | Real Horror MMORPG |
| Deco Online     | Casual PVP MMORPG  |